# Цоколо (Бјела)
Цоколо је насеље у Италији у округу Бијела, региону Пијемонт.
Према процени из 2011. у насељу је живело 64 становника. Насеље се налази на надморској висини од 629 м.